# قائمة الحدائق والمنتزهات في البحرين
هذه هي قائمة جزئية للمتنزهات والحدائق في البحرين.

## محافظة العاصمة
- عين عذاري.
- حديقة الأندلس.
- منتزه الدولفين.
- حديقة السلمانية.
- الحديقة المائية.

## محافظة المحرق
- منتزه الأمير خليفة بن سلمان.
- منتزه دوحة عراد.
- حديقة المحرق الكبرى.
- حديقة الكازينو.

## المحافظة الشمالية
- حديقة البديع النباتية.
- حديقة الروضة.

## المحافظة الجنوبية
- محمية العرين.
- جنة دلمون المفقودة.
- منتزه الحنينية.
- حديقة خليفة الكبرى.